# Plutothrix ligyptera
Plutothrix ligyptera är en stekelart som beskrevs av Heydon 1997. Plutothrix ligyptera ingår i släktet Plutothrix och familjen puppglanssteklar. Inga underarter finns listade i Catalogue of Life.